# Frobeniova věta
Frobeniova věta z lineární algebry udává nutnou a postačující podmínku pro existenci řešení soustavy lineárních rovnic, konkrétně v závislosti na hodnostech matice soustavy a její rozšířené matice. Je pojmenována podle německého matematika Ferdinanda Georga Frobenia.

## Formální znění
Nehomogenní soustava lineárních algebraických rovnic má řešení, právě když hodnost matice soustavy je rovna hodnosti rozšířené matice soustavy: {\displaystyle \operatorname {rank} ({\boldsymbol {A}}|{\boldsymbol {b}})=\operatorname {rank} {\boldsymbol {A}}}. 
V tomto případě je soustava vnitřně bezrozporná. Pokud je hodnost matice {\displaystyle {\boldsymbol {A}}} rovna počtu neznámých, má soustava jedno řešení. Pokud je {\displaystyle \operatorname {rank} {\boldsymbol {A}}} menší než počet neznámých, je řešení více.
Hodnost matice {\displaystyle {\boldsymbol {A}}} nemůže být z definice větší než počet neznámých, ale je-li hodnost rozšířené matice  soustavy {\displaystyle ({\boldsymbol {A}}|{\boldsymbol {b}})} větší než počet neznámých, nemůže být splněna podmínka Frobeniovy věty a soustava proto nemá žádné řešení.
V případě, že soustava má řešení, pak množina řešení tvoří afinní podprostor dimenze {\textstyle n-\operatorname {rank} {\boldsymbol {A}}}, kde {\displaystyle n} značí počet neznámých.

## Ukázka
Soustava rovnic v oboru reálných čísel
{\displaystyle {\begin{array}{rcrcrcr}x&+&y&+&2z&=&3\\x&+&y&+&z&=&1\\2x&+&2y&+&2z&=&2\end{array}}}
má matici soustavy
{\displaystyle {\boldsymbol {A}}={\begin{pmatrix}1&1&2\\1&1&1\\2&2&2\\\end{pmatrix}}}
a rozšířenou matici 
{\displaystyle ({\boldsymbol {A}}|{\boldsymbol {b}})=\left({\begin{array}{ccc|c}1&1&2&3\\1&1&1&1\\2&2&2&2\end{array}}\right)}
Protože obě mají stejnou hodnost, konkrétně {\displaystyle \operatorname {rank} {\boldsymbol {A}}=\operatorname {rank} ({\boldsymbol {A}}|{\boldsymbol {b}})=2}, existuje alespoň jedno řešení. Navíc je jejich hodnost menší než počet neznámých, tj. 3, a proto existuje nekonečně mnoho řešení.
Naopak soustava
{\displaystyle {\begin{array}{rcrcrcr}x&+&y&+&2z&=&3\\x&+&y&+&z&=&1\\2x&+&2y&+&2z&=&5\end{array}}}
má matici soustavy
{\displaystyle {\boldsymbol {A}}={\begin{pmatrix}1&1&2\\1&1&1\\2&2&2\\\end{pmatrix}}}
a rozšířenou matici 
{\displaystyle ({\boldsymbol {A}}|{\boldsymbol {b}})=\left({\begin{array}{ccc|c}1&1&2&3\\1&1&1&1\\2&2&2&5\end{array}}\right)}
V tomto případě má matice soustavy hodnost 2, avšak rozšířená matice má hodnost 3; takže tato soustava rovnic nemá řešení. Nárůst počtu lineárně nezávislých sloupců způsobil, že soustava rovnic je nekonzistentní.

## Pojmenování
Věta se ve světě uvádí i pod jmény dalších matematiků, kteří na této otázce pracovali – patří sem Leopold Kronecker, Alfredo Capelli,  Georges Fontené a Eugène Rouché. Konkrétně se nazývá Rouchého–Capelliho věta v anglicky a portugalsky mluvících zemích a Itálii; Kroneckerova-Capelliho věta v německy mluvících zemích, Polsku, Rumunsku, Srbsku a Rusku; Rouchého–Fonténého věta ve frankofonním světě a Rouchého–Frobeniova věta ve španělsky mluvících zemích.